# Sivert Bramstedt
Sivert Bramstedt, född 15 maj 1956 i Södertälje, är en svensk sångare och gitarrist inom den akustiska bluesgenren.
I tonåren försörjde han sig som frilansande musikjournalist på Dagens Nyheter. Ett par år senare hoppade han av skrivandet för att försörja sig som gatusångare i Paris, som blev hans bas de följande sex åren där han även spelade på klubbar och festivaler. Han sjöng sig genom Europa ner till Nordafrika samt en tid i USA. I New York bodde han hos sin mentor "den vita bluesens fader" Dave Van Ronk. Tillbaka i Sverige etablerade han sig som soloartist. Han har gett konserter, spelat på pubar, klubbar och festivaler i hela Skandinavien samt även framträtt i duokonstellationer med bland andra Sven Zetterberg, Jim Metcalfe, Kendra Shank, Happy Traum Anders Gutke, Ramblin' Jack Elliott och rockabillylegenden Teddy Paige. 
2004 började han uppträda tillsammans med sin nyblivna hustru Maria Engqvist Bramstedt (fiol). Hon medverkade även på "Blues and Joys". Hustrun avled 2009.
Sivert Bramstedt framträder sedan dess mestadels solo.
Diskografi i urval:
- "Sivert Bramstedt, "Sportin' Life" (RCA), (ej utgiven, 1984).
- "Jim Metcalfe, "The Stockholm Tapes", (kassett) Allen Finney) 1991.
- "Derroll Adams, "65th Birthday Concert", (Waste WP 9101). 1991.
- "All that blues from Sweden", vol 1, (Jefferson). 1993
- "Brian Kramer Trio & Friends: "Live at The Folklore Center" (Armadillo) 2000.
- "Sivert Bramstedt, "Obsolete Blues" (Last Buzz), (ej utgiven, 2003).
- "Sivert Bramstedt, "Blues and Joys" (Rootsy, 2009).

Filmmusik:
- "Les transformations de la France", med Sivert Bramstedt & Kristina van Tartwijk, (Paris TV) 1981.
- "Mamma på avstånd" dokumentärfilm av Pia Hallin. 1995.

Källor:
- "Tjugofyra DN-fotografer skildrar 1976" DAGENS NYHETER, 1976.
- Harry Edgington and Peter Himmelstrand :"ABBA" Everest, 1977.
- Sohlmans Musiklexikon, vol 5, (Sohlmans) 1978.
- Ludvig Rasmusson "Städernas musik i framtiden", Sekretariatet för framtidsstudier, 1985.
- Bluestidskriften Jefferson,  nr 75, 1986.
- Ludvig Rasmusson, "Rockens historia", Norstedts,1988.
- Bo E Åkermark, "Översnigeln och hans vänner -- berättelser från Montmartre" Bokförlaget Fischer & Co, 1994.
- Artistbiografin, (Nöjestorget) 2004.
- Robert Ford: A Blues Bibliography. USA.
- Revival- Södertäljes musikhistoria under 1900-talet. Södertäje kommun. 2008.
- Elijah Wald, "The Mayor of MacDougal Street", Da Capo, 2005, USA.